# Département de Kankossa
Le département de Kankossa est l'un des cinq départements, appelés officiellement moughataas, de la région de l'Assaba dans le sud de la Mauritanie. Kankossa en est le chef-lieu.

## Géographie
Le département de Kankossa est situé au sud dans la région d'Assaba et s'étend sur 10 243 km2.
Il est délimité au nord par le département de Kiffa, à l'est par le département de Tintane, au sud par la frontière avec le Mali, à l'ouest par le département d'Ould Yengé.

## Démographie
En 1988, l'ensemble de la population du département de Kankossa regroupe un total de 28 084 habitants.
En 2000, le nombre d'habitants du département est de 63 064.
Lors du dernier recensement de 2013, la population du département a augmenté à 82 495 habitants (39 783 hommes et 42 712 femmes), soit une croissance annuelle de 2,2 % depuis 2000,.

## Liste des communes
Le département de Kankossa est constitué de cinq communes :
- Blajmil
- Hamed
- Kankossa
- Sani
- Tenaha